# Johan Fredrik Victorin
Johan Fredrik Victorin, född 24 februari 1831 i Kristbergs socken, Östergötland, död 3 november 1855 i Kristbergs socken, var en framstående svensk zoolog och forskningsresande i Sydafrika, tecknare och målare

## Biografi
Victorin var son till Per Henric Victorin (1790-1857), brukspatron på Kvarns bruk, Kristbergs socken i Östergötland, i dennes äktenskap med sin kusin Hedvig (Hedda) Lovisa Westring (1804-1864), dotter till Karl XIV Johans förste livmedikus Johan Petter Westring och hans hustru, född Braad.
Victorin blev student vid Uppsala universitet 1851 där han ägnade sig åt zoologiska studier med inriktning på ornitologi. På grund av dålig hälsa bestämde han sig 1853 för att resa till varmare länder och samtidigt bedriva naturforskning i exotisk miljö. Efter två år i Sydafrika återvände han till Sverige 1855 med mycket stora och till kvaliteten oöverträffade zoologiska samlingar, bl.a. en insektssamling på över 2000 arter.
Han var en skicklig tecknare och akvarellmålare och utförde landskapsskildringar och djupstudier varav några återfinns i Johan Wilhelm Grills bok J.F. Victorins resa i Kaplandet åren 1853–1855 som utgavs 1863.
Johan Fredrik Victorin avled vid endast 24 års ålder, nyligen hemkommen från sin afrikanska resa.
Författaren och Afrikakännaren Per Wästberg har som en hyllning till Johan Fredrik Victorin gett diplomaten dennes namn i en kvartett romaner (Eldens skugga, 1986 m fl). I dessa romaner förekommer också Afrikaresenären Wilhelm Knutson.